# Рогачов
Рогачо́в (або Рогачів, біл. Рагачо́ў) — місто обласного підпорядкування Гомельської області Республіки Білорусь. Адміністративний центр Рогачовського району. Знаходиться 120 км на північ від обласного центру Гомелю при впадінні річки Друть в Дніпро. Залізнична станція на лінії Могильов — Жлобин. Вузол автомобільних доріг на Бобруйськ, Славгород, Жлобин. Пристань на Дніпрі.

## Назва
Як припускають дослідники, слово «Рогачов», походить від литовського (балтського) «rogas» (святиня, вівтар). Можливо ця назва утворилося від географічного положення між руслом Дніпра та гирлом Друті які в злитті утворюють кут або ріг. Припускають, що це назва походить від імені Рогач, яке в слов'ян зустрічалося дуже часто.

## Історія
Рогачов відноситься до найдавніших поселень на території Білорусі. Люди жили в районі Рогачова ще в кам'яну добу. На території вздовж Дніпра та Друті археологами знайдено залишки найдавніших селищ та городищ. Під час цих археологічних розкопок знайдено кам'яні сокири, молотки, кременеві стріли, що вказує на зайняття тодішнього населення землеробством, скотарством, рибалкою, обробкою заліза, кольорових металів, кістки, дерева.
Вперше Рогачов письмово згадується в Іпатіївському літопису в 1142 році при розділі міст київським князем Всеволодом наприкінці 11 століття:
|  | І послав по них Всеволод брата свого Святошу [Давидовича], кажучи їм: «Брати мої! Візьміте у мене з дружбою, що я вам даю — Городець, Рогачов, Берестій, Дорогичин, Клечеськ»,— [і] наказавши їм: «Більше не воюйте з Мстиславичами». І вони вволили волю його, і покликав він їх до себе в Київ, і приїхали вони до нього всі вкупі. Всеволод же, не хотячи того, щоб брати з'єдналися в однім помислі, послав [послів] до обох Давидовичів, [Володимира та Ізяслава], кажучи їм: «Одступіте ви оба од обох братів моїх, а я вас наділю». І вони обоє, переступивши хресне цілування, відступили од Ігоря і од Святослава до брата Всеволода. Всеволод же, рад бувши розлученню їх і уладившись щодо [своєї] волості, дав їм Берестій, Дорогичин, і Вщиж, [і] Орміну. А братам обом, пославши [послів], він дав: Ігореві — Городець Юріїв і Рогачов, а Святославу — Клечеськ і Чорторийськ. І так вони розійшлися. |

Входив до складу Київських земель, а згодом до Чернігівського князівства. Наприкінці 12 століття Рогачов належав князям Турово-Пінського князівства.
Наприкінці 13 століття Рогачов разом з Оршею став частиною Великого князівства Литовського. З кінця 13 століття Рогачов, володіння князя Довманта. Під владою литовських князів місто знаходилося майже до кінця 15 століття, було центром волості, керувався старостою. Вигідне географічне положення Рогачова сприяло розвитку торгівлі і ремесел, місто було важливим пунктом на Дніпровському водному шляху між Смоленськом, Могильовом та Києвом. Були розвинені торгові зв'язки з Волинню.
Згадується у переліку руських міст далеких і близьких кінця XIV століття як «київське» місто.
У 1499 році великий князь литовський Александр Ягеллончик підтвердив право володіння Івана Васильовича на Городок, Клецьк і Рогачов. У 1508 році ці міста перейшли у володіння сина Івана Васильовича — Федора Івановича, який отримав як посаг за дружину Олену ще й Пінськ. У 1522–1523 роках все Пінське князівство перейшло у власність дружини польського короля Сигізмунда I — королеви Бони Сфорца, як весільний подарунок. За її наказом на місці давнього городища був побудований замок та палац. Місце, де знаходиться замок і городище давнього міста, зараз називається «Замковою горою».
Люблінська унія, підписана в 1569 році, об'єднала Велике князівство Литовське й Польщу в Річ Посполиту. У 1564 році під час московсько-польської війни Рогачовський замок був узятий штурмом і спалений царськими військами, а місто зруйноване.
Після першого поділу Речі Посполитої в 1772 році східні землі Білорусі, в тому числі й Рогачов, відійшли до Російської імперії. З 1777 року Рогачов став повітовим містом. 16 серпня 1781 року йому було присвоєно герб: чорний ріг барана на золотому полі у вигляді щита. З 1802 року Рогачов — центр повіту Могильовської губернії з населенням близько 3 тисяч мешканців, з 6 дрібними підприємствами. Рогачов став важливим пунктом на торговому шляху між Могильовом та Києвом по річці Дніпро. Нашестя французів у 1812 році на деякий час перервало розвиток міста. У всі часи Рогачов відігравав значну роль у житті Наддніпрянського регіону, однак найінтенсивніше розвивався з того часу, коли через Рогачовський повіт були прокладені шосейні дороги Москва — Варшава і Петербург — Київ. Наявність таких важливих магістралей значно вплинула на розвиток міста, яке до середини 19 століття стало одним з найбільших у Могильовській губернії.
У 1897 році в місті налічувалося 9 038 жителів (з них 5 047 євреї), працювало 36 фабрик і заводів. У 1913 тут було 50 підприємств зі 185 робітниками. На початку 20 століття тут налічувалося близько 10 тисяч мешканців, понад 30 підприємств. Швидкому розвитку міста сприяло відкриття в 1902 році залізничної лінії Могильов — Жлобин. З'являються нові будівлі, відкривається платне реальне училище, перший театр «Модерн», працює вчительська семінарія. У 1913 році в Рогачові було 50 підприємств зі 185 робітниками. Найбільші з них — 2 канатно-мотузкові фабрики, 3 цегельно-черепичних підприємств і лісозавод.
Радянська влада була встановлена в листопаді 1917 року. З травня 1919 року місто в складі Гомельської губернії, у 1924–1930 роках — центр району Бобруйського округу, з 15 січня 1938 року — в Гомельській області. Працювали заводи, фабрика, 13 промислових артілей, учительський інститут, середні, семирічна і початкова школи, 8 клубів, 2 бібліотеки, кінотеатр. Кількість населення зросла до 15,2 тис. осіб. У роки перших п'ятирічок у місті були побудовані молочно-консервний комбінат, хлібозавод, машинно-тракторна майстерня і реконструйовані лісозавод, картонна фабрика. Працювало 7 заводів, 1 фабрика, 13 промислових артілей, 4 середніх, одна семирічна та одна початкова школа, 8 клубів, 2 бібліотеки, кінотеатр. До Другої світової війни кількість населення зросла до 17 тисяч.
У роки Другої світової війни окупанти знищили на Рогачовщині 6,3 тис. осіб, більшість з яких була євреями. Влітку 1941 року, на Рогачовсько-Жлобинському напрямку стався контрнаступ радянських військ, що дозволило затримати наступ німецької армії на Москву. У 1944 році з Рогачова почалася операція радянських військ «Багратіон». Звільнений 24 лютого 1944 року військами 1-го Білоруського фронту Рогачов являв собою страшну картину руїн.
Після війни були забудовані три мікрорайони, виникли нові квартали, нові вулиці, побудовані дев'ятиповерхові будинки.

## Забудова
Основна територія міста розташована в межиріччі Дніпра і Друті. На правому березі Друті — місцевість «Задруття». Переважає забудова садибного типу. Центральна частина міста забудована 5-поверховими будинками. Багатоповерхові будинки в житловому районі «Леснянка». Функціонує велика паркова зона.

## Промисловість
Молочно-консервний комбінат, завод «Діапроектор», завод ЗБВ, комбінат будматеріалів і кілька інших підприємств.

## Освіта і культура
6 середніх шкіл, будинок культури з народним театром, 7 бібліотек. 3 музеї. У 1962 році створено музей народної слави. Ведеться місцеве радіомовлення, видається газета «Вільне слово».

## Видатні місця
- Городище і селище
- Рогачовська каплиця
- Будинок Рогачовської земської управи
- Будинок Рогачовського дворянського училища
- Будинки (19 — поч. 20 століття)
- Рогачовський костьол (19 — поч. 20 століття)

## Відомі люди
- Брук Соломон Ілліч — радянський етнограф.
- Галкін Самуїл Залманович — відомий єврейський поет і драматург (1897—1960).
- Горбачов Микола Степанович — олімпійський чемпіон з греблі на байдарках і каное.
- Іл'їн Юрій Іванович — адмірал, колишній командувач Військово-Морських Сил Збройних Сил України, що зрадив присязі та перейшов на сторону ворога.
- Каплан Анатолій Львович — радянський єврейський художник.
- Санніков Костянтин Миколайович — режисер, народний артист Білорусі (1896—1965).
- Шагалова Людмила Олександрівна (1923—2012) — радянська російська акторка.
- Кушнеров Сергій Сергійович (*1960) — радянський, український, американський режисер, аніматор.

## Галерея

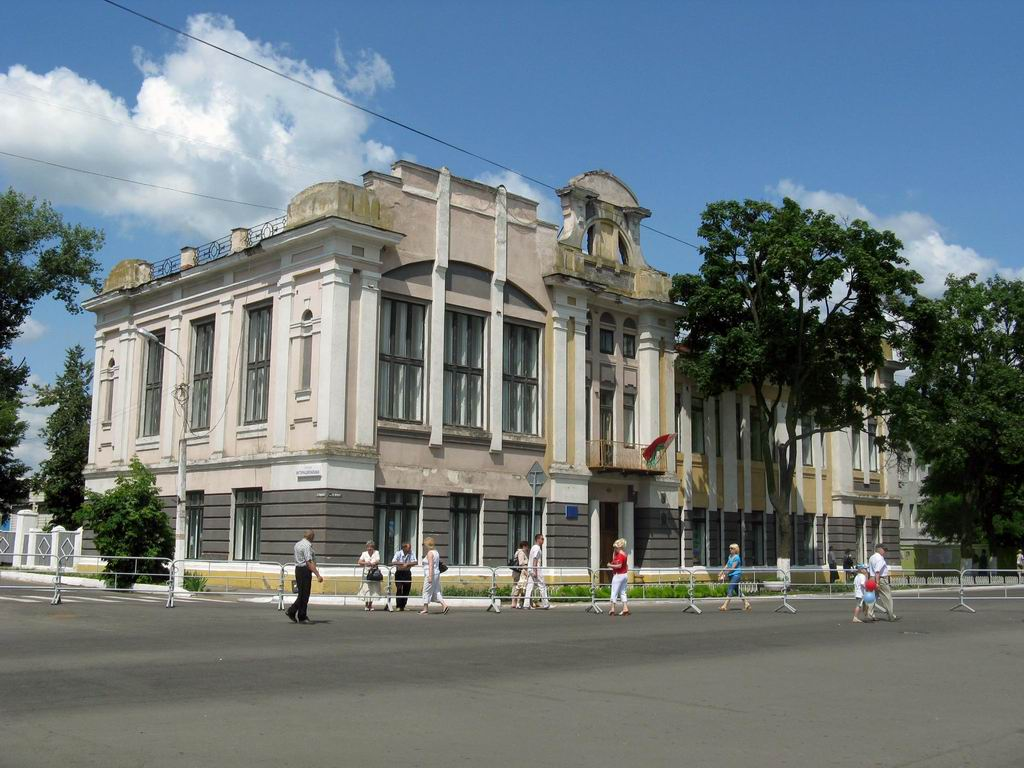
Будівля колишньої земської управи в стилі модерн
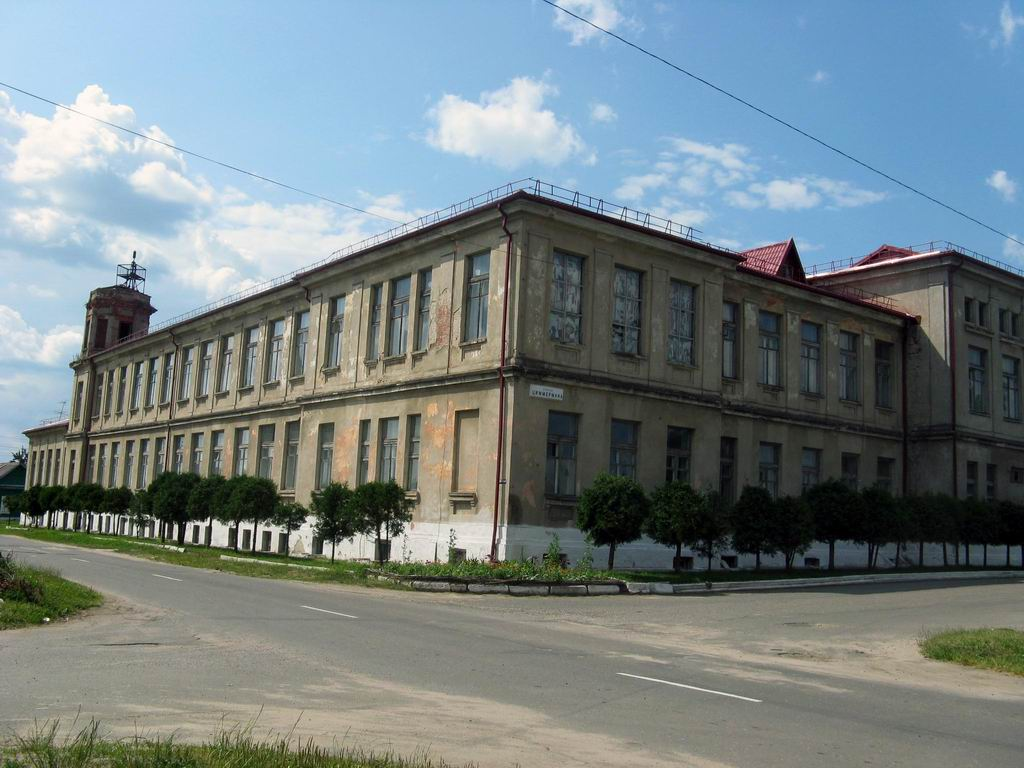
Будівля колишнього дворянського училища
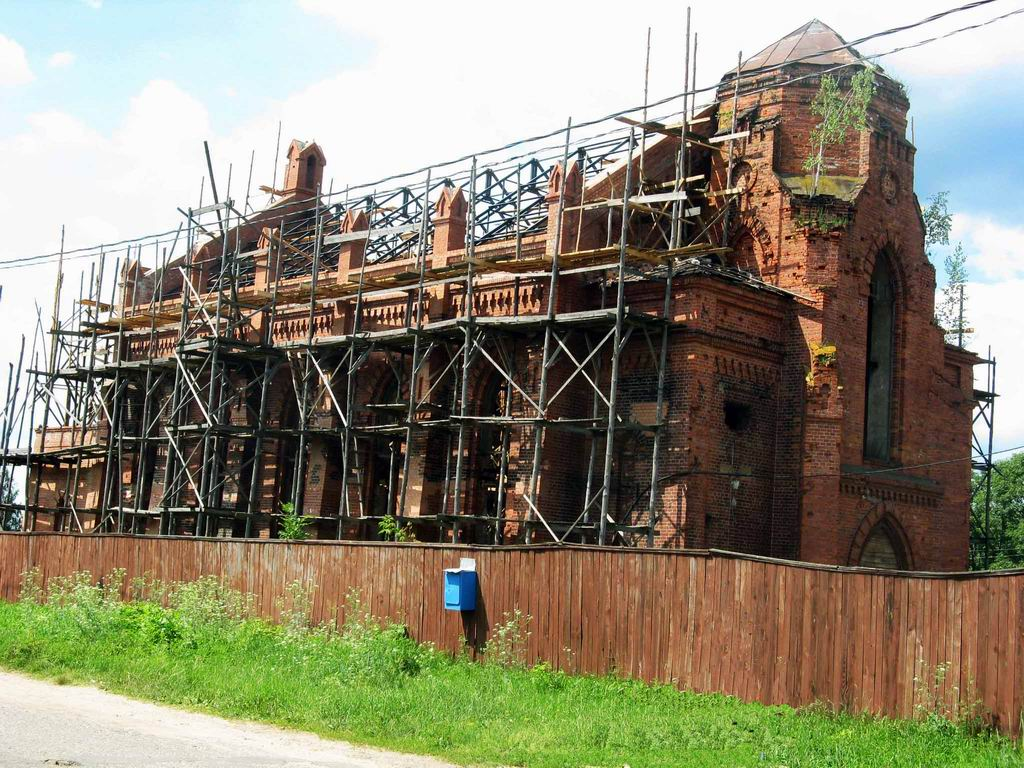
Відновлення костелу св. Антонія Падуанського
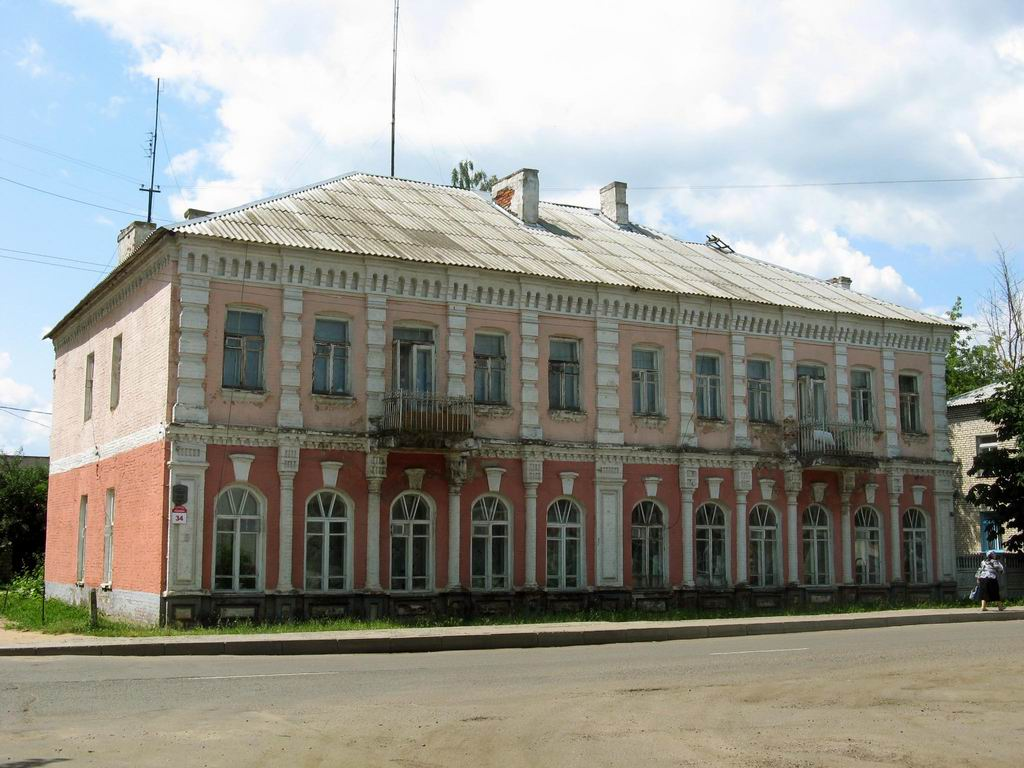
Житловий будинок (кінець XIX-початок ХХ ст.)
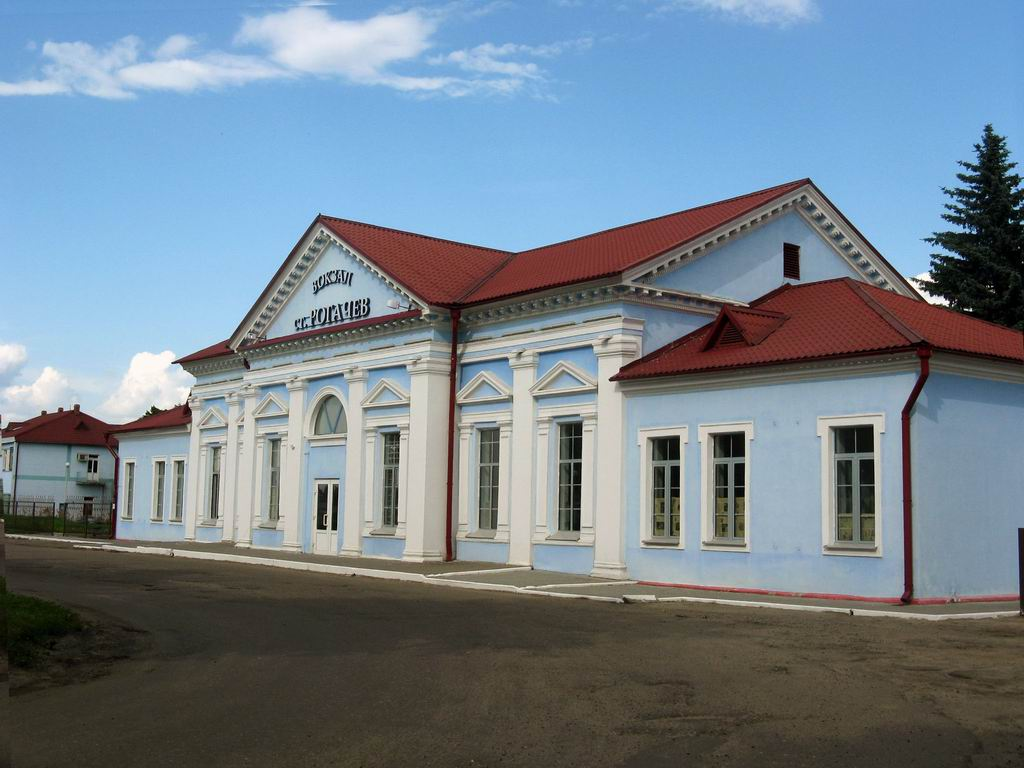
Залізнична станція
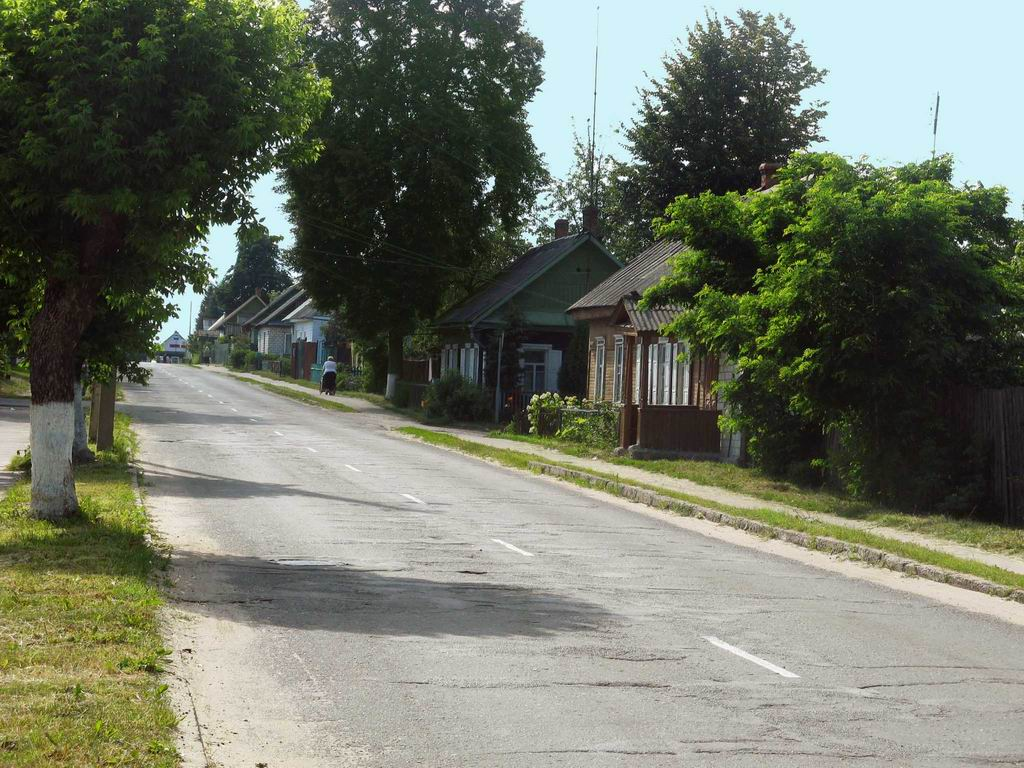
На вулиці міста
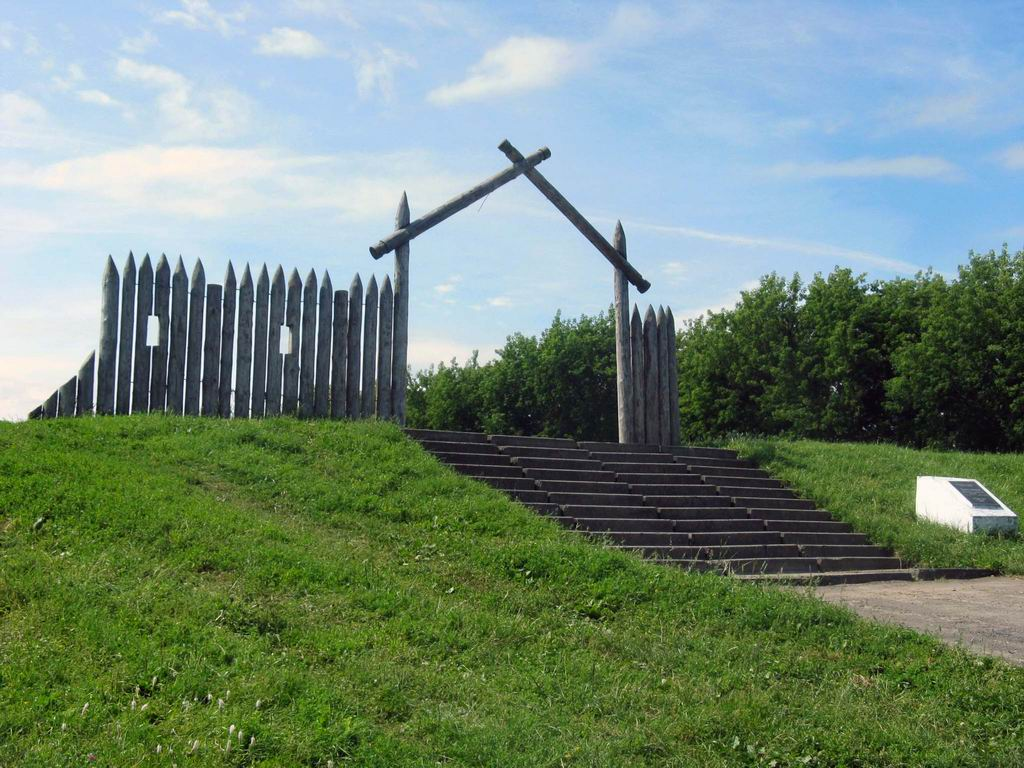
Городище
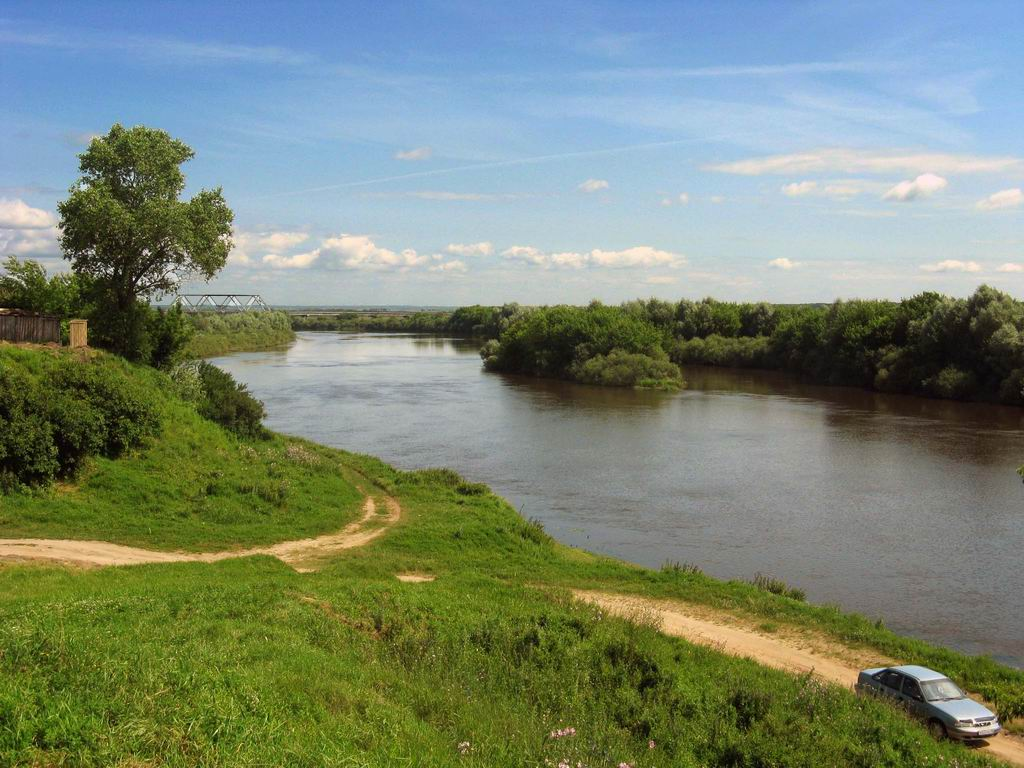
Дніпро з боку Городища